# Les Istres-et-Bury
Les Istres-et-Bury é uma comuna francesa na região administrativa do Grande Leste, no departamento de Marne. Estende-se por uma área de 5.15 km², e possui 96 habitantes, segundo o censo de 2018, com uma densidade de 19 hab/km².